# Metalizer
Metalizer è il quarto album della band power metal svedese Sabaton. Pubblicato nel 2007 è suddiviso in due dischi: il primo è una riedizione di un precedente album pubblicato solo in Svezia mentre il secondo è un ampliamento rimasterizzato del primo album Fist for Fight.

## Tracce

### Disco 1
1. Hellrider – 3:42
2. Thundergods – 3:47
3. Metalizer – 4:06
4. Shadows – 3:28
5. Burn Your Crosses – 5:09
6. 7734 – 3:41
7. Endless Nights – 4:52
8. Hail to the King – 3:39
9. Thunderstorm – 3:08
10. Speeder – 3:45
11. Masters of the World – 4:01
12. Jawbreaker (cover dei Judas Priest) – 3:22

Tracce bonus della Re-Armed Edition (2010)
1. Jawbreaker – 3:23
2. Dream Destroyer – 3:12
3. Panzer Battalion (Demo Version) – 5:01
4. Hellrider (Live In Västerås 2006) – 4:25

### Disco 2
1. Introduction – 0:50
2. Hellrider – 3:48
3. Endless Nights – 4:49
4. Metalizer – 4:25
5. Burn Your Crosses – 5:23
6. The Hammer Has Fallen – 5:50
7. Hail to the King – 4:08
8. Shadows – 3:33
9. Thunderstorm – 3:10
10. Masters of the World – 4:00
11. Guten Nacht – 1:53
12. Birds of War – 4:52

## Formazione
- Joakim Brodén - voce
- Rickard Sundén - chitarra
- Oskar Montelius - chitarra
- Pär Sundström - basso
- Daniel Mÿhr - tastiera
- Daniel Mullback - batteria